# Garten-Blattschneiderbiene

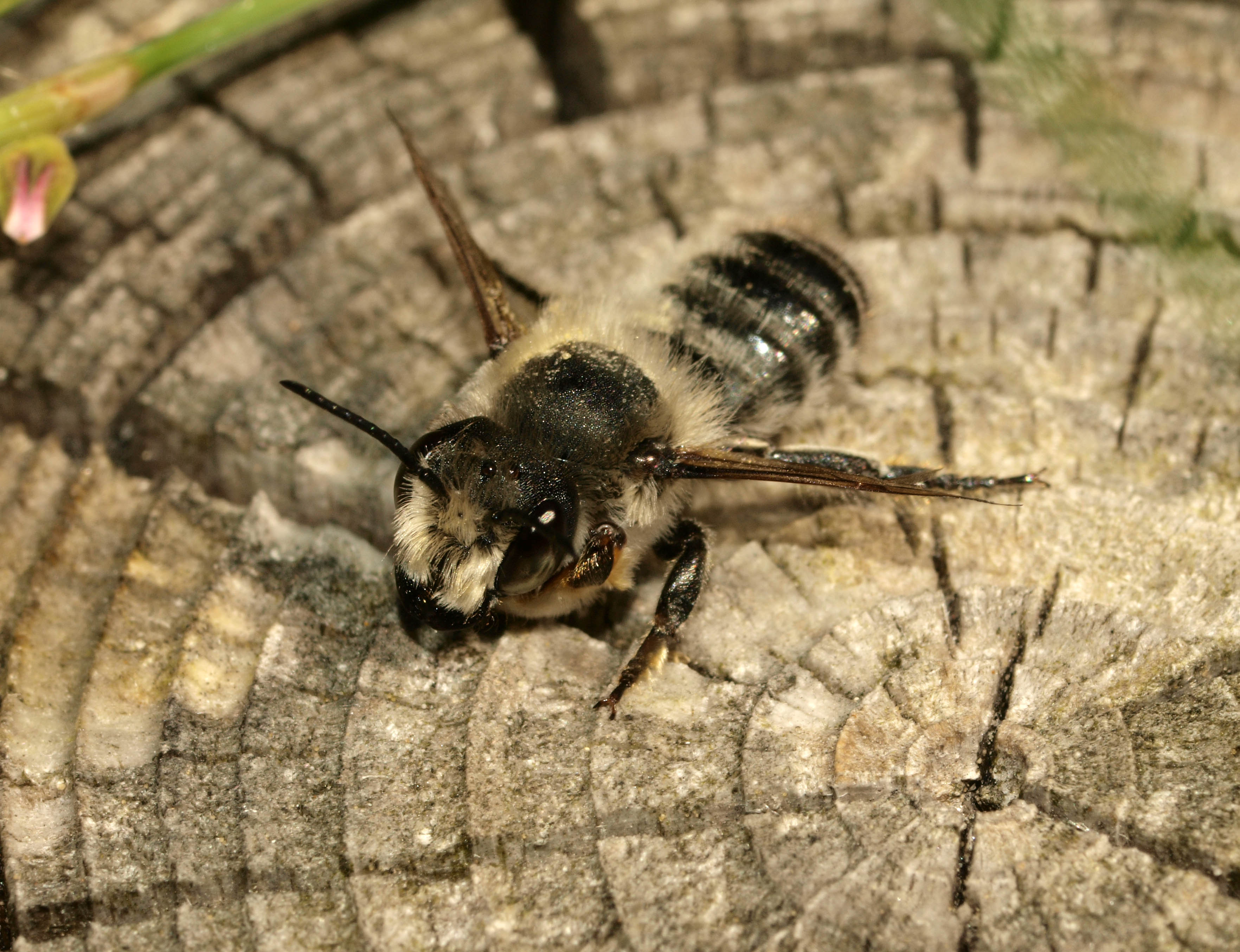
Männchen

Die Garten-Blattschneiderbiene (Megachile willughbiella) ist eine Biene aus der Familie der Bauchsammlerbienen. Die Art wurde 1802 vom englischen Entomologen William Kirby als Apis willughbiella erstmals beschrieben. Er benannte sie zu Ehren des Ornithologen Francis Willughby.

## Merkmale
Die Weibchen haben eine Körperlänge von 12 bis 15 mm. Der Brustbereich der Weibchen ist hellbraun behaart. Die Weibchen haben vorne rötliche und hinten schwarze Bauchbürsten.
Die Männchen sind 13–14 mm lang. Sie weisen verbreiterte Vordertarsen auf, die weißlich gefärbt sind mit langen blassgelben Fransen.

## Verbreitung
Das Vorkommen von Megachile willughbiella reicht von den höheren Lagen Südeuropas bis zum mittleren Nordeuropa. In den Alpen reichen die Nachweise bis in Höhen von 2000 Metern. Die Art ist in Westeuropa zwischen Finnland, Litauen und Spanien sowie in Großbritannien und Irland weit verbreitet. In Großbritannien ist sie eine der am häufigsten nachgewiesenen Blattschneiderbienenarten. In den nördlichen Midlands sowie in Mittel- und Nordwales fehlt sie, kommt aber von Cornwall bis Inverness vor und nimmt mit zunehmender Breite ab.

## Lebensweise
Megachile willughbiella bildet eine, eventuell auch eine zweite Generation im Jahr. Die Flugzeit dauert gewöhnlich von Juni bis September. In langen heißen Sommern kann eine zweite Generation auftreten, deren Flugzeit Mitte August beginnt. Megachile willughbiella ist eine Blattschneiderbiene, die in Gärten und Brachflächen, insbesondere in Städten, vorkommt. Ihre Nester bauen sie aus Erde oder Holz. Ihre Brutzellen kleidet sie mit Blattstücken aus.
Kleptoparasiten der Art stammen aus der verwandten Gattung der Kegelbienen (Coelioxys), wie zum Beispiel die Vierzähnige Kegelbiene (Coelioxys quadridentata), Coelioxys rufescens und  Coelioxys elongata. Pollen werden von einer Vielzahl von Blütenpflanzen gesammelt, darunter Korbblütler, Hülsenfrüchtler und Nachtkerzengewächse, mit einer besonderen Vorliebe für Glockenblumengewächse.